# Зятківський договір
Договір між командуванням Української Галицької армії та керівництвом Добровольчої армії 1919 року або Зятківський договір — угода про перемир'я і військовий союз між Українською Галицькою армією як збройними силами Західної області Української Народної Республіки та військовими формуваннями Білого руху (Добровольчою армією), укладений 6 листопада 1919 року.
Спочатку був підписаний сторонами 6 листопада 1919 року на залізничній станції Зятківці (Гайсинський повіт, Подільська губернія). Повторне підписання відбулося в Одесі 17 листопада. Від Галицької армії під договором поставив підпис її головнокомандувач генерал-чотар Мирон Омелянович Тарнавський, від Білого руху — командир 4-ї піхотної дивізії Збройних сил Півдня Росії генерал-майор Яків Слащов (6 листопада) і «главноначальствующий» Новоросійської області генерал-лейтенант Микола Шилінг (17 листопада).
Згідно з угодою, УГА в повному складі з тиловими частинами переходила в розпорядження головнокомандувача Збройними силами Півдня Росії генерал-лейтенанта Антона Денікіна і в підпорядкування генерала Шилінга. Уряду ЗУНР пропонувалося «до визначення майбутнього місця знаходження» переміститися в Одесу. Підписання цієї угоди і Декларація дипломатичної місії УНР у Варшаві 2 грудня 1919 року (згідно з якою східний кордон Польщі повинен був проходити по річці Збруч, тобто територія ЗУНР віддавалася Польщі) привели до розколу в політичному керівництві України і фактичному розірванню Акту Злуки між ЗУНР і УНР від 22 січня 1919 року.
В українській історіографії підписання договору вважається однією з ключових подій «листопадової катастрофи» в історії Української Народної Республіки, його оцінки є вкрай суперечливими.

## Передумови
Перші значні спроби у сторону узгодження спільних дій Галицької армії (котра підпорядковувалася в той час Верховному отаман УНР Симону Петлюрі) і Збройних сил Півдня Росії (Антона Денікіна) були здійснені наприкінці літа 1919 року. Після звільнення галичанами 30 серпня 1919 року Києва від більшовиків й прибуття в місто денікінців на балконі Київської думи поруч вивісили український та російський прапори, планувався парад військ. Проте, невдовзі українські військовики генерала Володимира Сальського скинули російський триколор на землю й розтоптали. З балкону Думи почалася кулеметна стрілянина по натовпу, з'явилися жертви. Після переговорів генералів Антіна Кравса й Миколи Бредова галицькі та запорізькі частини Армії УНР в ніч з 31 серпня на 1 вересня покинули Київ.